# ياسر سالم
ياسر سالم (مواليد 12 أكتوبر 1986) لاعب كرة قدم إماراتي يجيد اللعب في الظهير الأيمن.

## مسيرة اللاعب
لعب مع نادي العروبة و إنتقل إلى نادي الوصل و لعب معهم لمدة 10 مواسم وإنتقل إلى نادي دبا الفجيرة عام 2017 و انتقل إلى نادي الفجيرة في عام 2019 و عاد إلى نادي العروبة في عام 2020 .

## روابط خارجية
- ياسر سالم على موقع Soccerway.com (الإنجليزية)